# 서울메트로
서울메트로(Seoul Metro)는 대한민국 서울 지하철 1호선·2호선·3호선·4호선·9호선 2단계 구간, 부산-김해경전철 등의 운영을 담당했던 서울특별시 산하의 지방 공기업이다.
1970년 6월 서울특별시 지하철건설본부가 발족된 이후 지하철 1, 2호선을 건설하였고, 1980년 2월에는 민간자본을 끌어들이기 위하여 서울지하철건설을 설립하였으며, 1980년 9월 1일 서울특별시지하철건설본부에서 분리하고, 서울지하철건설주식회사를 해산하여 서울특별시 지하철공사를 설립하였다. 2005년 10월 27일에 사명을 서울메트로로 변경하였다. 2016년 11월 23일에 서울특별시 도시철도공사와 통합이 확정되어 2017년 4월 30일 서울교통공사로 통합되었다.

## 개요
- 조직 형태: 지방공기업 (지방공기업법 제49조 및 동법 시행령 제47조)
- 설립 목적: 서울 지하철 건설·운영 및 부대사업, 도시교통 발전과 시민복리 증진
- 본사: 서울특별시 서초구 효령로 5 (방배동) (사당역 인근)
- 별관: 대림별관 (대림역 인근), 신답별관 (신답역 인근), 동대문별관 (동대문역사문화공원역 인근)

## 로고
|                 |
| 1974년 ~ 2006년 |

|                 |
| 2006년 ~ 2017년 |

## 조직
- 본사: 사장, 감사, 5본부, 1실, 18처
- 현업: 2원, 24소, 17센터

## 연혁

### 서울특별시 지하철건설본부 시절
- 1970년 6월 8일: 지하철건설본부 발족
- 1971년 4월 12일: 1호선 (서울역앞 (現 서울역) - 청량리 9.54 km) 착공
- 1974년 4월 15일: 지하철본부로 기관명칭 변경
- 1974년 8월 15일: 1호선 개통, 경원선·경인선·경부선 직결 열차 운행 개시(당시 운행 구간 성북 - 인천·수원)
- 1974년 10월: 차량기지 건설공사 착공 (성동구 군자동, 군자차량사업소)
- 1977년 10월: 2호선 건설계획 발표
- 1978년 3월 9일: 2호선 강남구간 (30 km) 착공
- 1979년 2월: 3·4호선 건설 확정
- 1979년 3월: 2호선 강북구간 (성동 - 왕십리 3.1 km) 착공
- 1980년 2월: 서울지하철건설주식회사 설립등기인 총회
- 1980년 2월 29일: 3·4호선 동시 착공
- 1980년 3월 1일: 지하철 건설과 운영분야 분리여파로 지하철운영사업소 발족.
- 1980년 8월 31일: 서울지하철건설주식회사 해산

### 서울특별시지하철공사 시절
- 1980년 9월 1일: 서울특별시지하철공사 설립[1]
- 1982년 12월 23일: 공사 심볼마크로 변경
- 1983년 8월 1일: 사당동 청사 완공 및 입주.
- 1983년 12월: 지하철 기구 통합에 따른 공사설치조례 개정 공포.
- 1984년 1월: 지하철운영사업소를 서울특별시지하철공사에 통합.
- 1984년 5월 22일: 2호선 전 구간 개통 (순환선 54.2 km)
- 1985년 10월 18일: 3·4호선 전구간 개통
- 1986년 9월: 역무자동화 실시
- 1987년 8월 12일: 노동조합 설립.
- 1990년 7월 13일: 3호선 연장 구간 개통 (구파발역 ~ 지축역 9 km)
- 1992년 5월 22일: 2호선 연장 구간 개통 (신도림역 ~ 양천구청역 2.7 km)
- 1993년 4월 21일: 4호선 연장 구간 개통 (상계역 ~ 당고개역 3.4 km)
- 1993년 10월 30일: 3호선 연장 구간 개통 (양재역 ~ 수서역 9 km)
- 1994년 4월 1일: 4호선 연장 구간 개통 (사당역 ~ 남태령역 3.4 km)
- 1996년 3월 20일: 2호선 신정지선 개통 (신도림역 ~ 까치산역 6 km)
- 1997년 1월 1일: 성수대교 붕괴 사고 이후 붕괴 위험성 측정 결과, 붕괴 위험 수준에 노출되어 2호선 당산철교 재시공 공사 개시. 교통대책으로 당산역 ~ 합정역 구간 임시셔틀버스 운행.[2]
- 1999년 11월 22일: 2호선 당산철교 재개통으로 당산역 ~ 합정역 구간 임시셔틀버스 운행중지.[3]
- 2000년 12월: 수도권 전철 1, 2, 3, 4호선 명칭통합 및 흰색 안내판 교체
- 2002년 12월: 지하철 1시간 연장 운행 실시
- 2004년 7월 1일: 교통카드시스템 및 서울시내버스 준공영제 도입과 동시에 이동구간제에서 거리비례제로 운임 징수방식 변경
- 2005년 10월 20일: 2호선 용두역 개통

### 서울메트로 시절
- 2005년 10월 27일: CI 개정, 사명 변경 (서울메트로)[4]
- 2005년 11월 4일: 승강장 스크린도어(PSD) 최초 설치(사당역)
- 2005년 12월 21일: 1호선 동묘앞역 개통
- 2006년 1월 20일: 고객안내센터 최초 설치(7개역)
- 2006년 6월 5일: 2호선 운행 2억km 달성
- 2006년 11월: 심볼로 개정
- 2007년 5월 22일: 이용승객 300억명 돌파
- 2009년 5월 1일: 1회용 교통카드 도입
- 2009년 8월 1일: ERP 시스템 개통
- 2010년 2월 2일: 자회사로 부산-김해경전철 전 구간을 위탁 운영하는 부산-김해경전철운영을 설립
- 2010년 2월 18일: 3호선 연장 구간 수서역 - 오금역 간 (3개역, 3 km) 개통
- 2011년 7월 1일: 서울메트로와 한국철도공사 광역전철 전 노선에 접근 멜로디를 도입
- 2011년 9월 16일: 부산-김해경전철 전 구간 사상역 ↔ 가야대역 간 (21개역, 23.9 km) 개통
- 2014년 2월 26일: 수송인원 400억명 돌파
- 2014년 3월 26일: 김포도시철도 착공(한강신도시 - 김포공항, 9역)[5]
- 2015년 3월 28일: 9호선 2단계 연장 구간 신논현역 ~ 종합운동장역 간 (6개역, 4.3 km) 개통
- 2015년 4월 2일: 자회사로 9호선 2단계 연장 구간을 위탁운영하는 서울메트로9호선운영[6] 설립
- 2016년 11월 23일: 서울특별시도시철도공사와 통합 확정
- 2017년 4월 30일: 서울특별시 도시철도공사와 통합으로 해체

## 같이 보기

### 일반 주제
- 수도권 전철
- 서울특별시 도시철도공사
- 한국철도공사
- 서울교통공사

### 지하철 노선 계획
- 1기 지하철